# V Giochi panafricani
I quinti Giochi panafricani si sono svolti dal 20 settembre al 1º ottobre 1991 a Il Cairo, in Egitto.

## Discipline
- Atletica leggera (dettagli)
- Pallacanestro (dettagli)
- Pugilato (dettagli)
- Ciclismo (dettagli)
- Calcio (dettagli)
- Ginnastica (dettagli)
- Hockey su prato (dettagli)
- Pallamano (dettagli)
- Judo (dettagli)
- Karate (dettagli)
- Tiro (dettagli)
- Nuoto (dettagli)
- Tennistavolo (dettagli)
- Taekwondo (dettagli)
- Tennis (dettagli)
- Pallavolo (dettagli)
- Sollevamento pesi (dettagli)
- Lotta (dettagli)

## Medagliere
Paese ospitante
| Posiz. | Nazione            | Oro | Argento | Bronzo | Totale |
| ------ | ------------------ | --- | ------- | ------ | ------ |
| 1      | Egitto             | 90  | 53      | 52     | 195    |
| 2      | Nigeria            | 43  | 51      | 43     | 137    |
| 3      | Algeria            | 29  | 37      | 36     | 102    |
| 4      | Kenya              | 13  | 17      | 18     | 48     |
| 5      | Zimbabwe           | 8   | 3       | 13     | 24     |
| 6      | Tunisia            | 6   | 4       | 10     | 20     |
| 7      | Costa d'Avorio     | 4   | 5       | 3      | 12     |
| 8      | Etiopia            | 4   | 3       | 5      | 12     |
| 9      | Namibia            | 4   | 2       | 6      | 12     |
| 10     | Senegal            | 3   | 4       | 11     | 18     |
| 11     | Ghana              | 2   | 4       | 6      | 12     |
| 12     | Angola             | 2   | 3       | 5      | 10     |
| 13     | Mozambico          | 2   | 0       | 0      | 2      |
| 14     | Mauritius          | 1   | 5       | 6      | 12     |
| 15     | Camerun            | 1   | 4       | 10     | 15     |
| 16     | Tanzania           | 1   | 3       | 1      | 5      |
| 17     | Uganda             | 1   | 1       | 2      | 4      |
| 18     | Gabon              | 1   | 0       | 3      | 4      |
| 18     | Zambia             | 1   | 0       | 3      | 4      |
| 20     | Lesotho            | 0   | 3       | 3      | 6      |
| 21     | Madagascar         | 0   | 2       | 9      | 11     |
| 22     | Libia              | 0   | 1       | 5      | 6      |
| 23     | Seychelles         | 0   | 1       | 2      | 3      |
| 24     | Rep. Centrafricana | 0   | 1       | 0      | 1      |
| 24     | Sierra Leone       | 0   | 1       | 0      | 1      |
| 26     | Burkina Faso       | 0   | 0       | 2      | 2      |
| 26     | Zaire              | 0   | 0       | 2      | 2      |
| 28     | eSwatini           | 0   | 0       | 1      | 1      |
| 28     | Botswana           | 0   | 0       | 1      | 1      |
| 28     | Rep. del Congo     | 0   | 0       | 1      | 1      |
|        | Totale             | 213 | 205     | 253    | 671    |